# Miguel Amaral
Miguel Maria de Sá Pais do Amaral, född den 31 juli 1954 i Lissabon, är en portugisiskisk affärsman och racerförare.